# الخطوط الجوية الأمريكية الرحلة 331
الخطوط الجوية الأمريكية الرحلة 331 طائرة بوينغ 737-823 كانت تحمل على متنها 148 راكبا و6 من أفراد الطاقم في رحلة طيران من واشنطن العاصمة إلى كينغستون عبر ميامي في 22 ديسمبر 2009 بقيادة الكابتن برايان كولي البالغ من العمر 49 ذات خبرة طيران مع الخطوط الجوية الأمريكية لمدة 23 عاما والمساعد أول دانيال بيلينغسلي البالغ من العمر 45 عاما ذات خبرة طيران مع إنفوي للطيران لمدة 4 سنوات والخطوط الجوية الأمريكية لمدة 21 عاما وخلال الاقتراب النهائي واجهت الطائرة عاصفة رعدية وتحطمت عند شاطئ كينغستون بعد تخطي مدرج مطار نورمان مانلي الدولي وجرح 85 شخصا ونجا جميع الركاب والطاقم البالغ عددهم 154 شخصا.